# Jorge Miramón
Jorge Miramón Santagertrudis (ur. 2 czerwca 1989 w Saragossie) – hiszpański piłkarz występujący na pozycji obrońcy.